# THE WITCH/魔女 -増殖-
『THE WITCH/魔女 -増殖-』（原題：마녀 Part2. The Other One）は、2022年公開の韓国のSFアクションホラー映画。
2018年公開の映画『The Witch 魔女』の続編で、前作に引き続き、パク・フンジョンが脚本と監督を担当した。シン・シアやパク・ウンビン、チョ・ミンスらが出演している。
2022年6月15日に、ネクスト・エンターテインメント・ワールド配給で公開された。
韓国において興行成績1位で幕を開け、公開4日目には観客者数100万人を突破、そして、公開11日目で200万人を突破した。2023年時点で、興行収入2295万4000米ドル、観客動員数280万人で、同年の韓国映画で6番目に高い興行収入を上げている。

## あらすじ
前作の主人公、ク・ジャユン（キム・ダミ）の"覚醒"から少し後、韓国・済州島の秘密研究所〈アーク〉が襲撃され、惨たらしい殺戮の中でひとりの少女（シン・シア）が生き残る。その少女は、遺伝子操作によって超人的なアサシンを養成する〈魔女プロジェクト〉の実験体だった。初めて研究所の外に足を踏み出した少女は、心優しい牧場主ギョンヒ（パク・ウンビン）とその弟デギル（ソン・ユビン）のもとに身を寄せ、少しずつ人間らしい感情に⽬覚めていく。しかし少女に秘められた力を危惧する〈魔女プロジェクト〉の創始者の一人・ペク総括（チョ・ミンス）は少女の抹殺のため、自らが率いる"ユニオン派"のエージェント、チョ・ヒョン（ソ・ウンス）を派遣。更に、〈アーク〉を壊滅させた能力者集団〈土偶〉、姉弟の土地をつけ狙うヤクザも加わり、少女を巡る壮絶な戦いの火蓋が切って落とされる。そして、自らの目的のため暗躍を続ける"魔女"ジャユンは──。

## キャスト
※括弧内は日本語吹替
- 少女 (Ark 1 Datum point): シン・シア（朝鮮語版）（水瀬いのり） - 主人公。組織の施設〈アーク〉から一人逃げ出す。
- ギョンヒ: パク・ウンビン（折井あゆみ） - 済州島の住民。米国から帰国して日が浅い。
- デギル: ソン・ユビン（英語版）（福原かつみ） - ギョンヒの弟。
- 獣医: チャ・スンベ（朝鮮語版） [9] - ギョンヒの一家と親しい元医者。
- ヨンドゥ: チン・グ（石井隆之） - ギョンヒの一家の土地を狙うヤクザのボス。
- チョ・ヒョン: ソ・ウンス（英語版）（上絛千尋） - 組織のエージェント。酒が手放せず、電子機器に弱い。
- トム: Justin John Harvey [10] - チョ・ヒョンの部下。韓国語はできない。
- 〈土偶〉女性1: チェ・ウォンビン（朝鮮語版） [11]
- 〈土偶〉女性2: ソ・イラ [12]
- 〈土偶〉女性3: チョン・ラエル（朝鮮語版） [13]
- 〈土偶〉男性: キム・ギヘ（朝鮮語版）
- ペク総括: チョ・ミンス（長谷部香苗） ‐ 〈アーク〉のかつての責任者。
- チャン: イ・ジョンソク（峰晃弘） - 〈アーク〉の責任者。チョ・ヒョンの元上司。
- ク・ジャユン: キム・ダミ（下山田綾華） - 前作の主人公。
- ミヨン: ピョン・ソユン（朝鮮語版） - サヌォル・ファッションの従業員。
- ミヨンの友人: Jang Jaeyoung [14]

## 製作

### 企画開発
2018年10月5日、第23回釜山国際映画祭にて、映画『The Witch 魔女』の舞台挨拶にパク・フンジョン監督と女優のキム・ダミが登壇し、続編を製作することを明らかにした。そして、続編の構想について聞かれると、「観た人たちは期待していると思うが、映画で見せたその後のストーリーになる」と説明した。
映画『The Witch 魔女』の権利保有者であるワーナー・ブラザース・コリアは、パク・フンジョン監督の次回作について、ネクスト・エンターテインメント・ワールド（NEW）と契約を結んだ。NEW社が出資し、映画の配給も行うこととなった。『The Witch 魔女』のオリジナルスタッフである、パク・フンジョン監督のほか、撮影監督のKim Young-hoや、美術監督のHwa SeongとChoi Hyun-seok、武術監督のKim Jung-minが続編となる本作の制作にも参加した。

### キャスティング
シン・シアは、2020年夏に主人公役のオーディションを受け、1,408人を抑えて選ばれた。2020年に兵役義務を終えたイ・ジョンソクが本作に出演し、俳優業へとカムバックを果たした。パク・ウンビンは、2013年の映画『シークレット・ミッション』以来、9年ぶりにスクリーンに戻って来ることとなった。

### 撮影
撮影は2020年12月下旬に始まり、2021年4月19日に終了した。本作は、『The Witch 魔女』のエンディングシーンの背景となった済州島で撮影された。済州石文化公園と、ソプチコジにあるガラスの家は、重要なシーンが撮影された撮影地である。

## プロモーション
本作のプロモーションには、配給会社によってユニークな方法が採用された。オンラインとオフラインのプロモーション手法の中には、人々の注目を集めたものもあった。2022年5月9日から、映画の公式サイトにて、秘密研究施設を脱出した「少女」（シン・シア）に関連する機密情報の提供を開始した。また、6月6日まで、第一級機密ファンアートコンテストが実施された。5月16日からは、江南区周辺のバス停と新沙駅から良才駅までの江南大路のバス停にレンチキュラー広告を設置することで、「Witch Road」をイメージさせ、この周辺を訪れる人々の関心を集めた。

## 公開
4月に予定されていた映画公開はCOVID-19の影響で延期され、結局、韓国では2022年6月15日に劇場公開された。
本作は世界124カ国に買付けされ、韓国内での公開日に合わせて11カ国で同時公開された。
その後、第26回ファンタジア国際映画祭に招待され、2022年7月29日にケベックでプレミア上映された。
また、第40回ブリュッセル国際ファンタスティック映画祭の国際コンペティション部門に出品され、2022年9月5日にヨーロッパで初上映された。

### 家庭用記憶媒体
2022年7月14日からIPTV（KT olleh TV、SK Btv、LG U+ TV）、Home Choice、Google Play、TVING、WAVVE、Naver TV、KT skylife、Cinefoxでストリーミング配信が開始された。

## 評価

### 興行収入
6月15日に1,796スクリーンで公開され、韓国内での観客動員数266,526人、興行収入第1位でスタートを切った。そして、上映4日目には累計観客者数100万人を突破し、11日目に200万人、18日目には250万人を突破した。
2023年1月7日現在、本作は、2022年に公開された韓国映画の中で、興行収入22,954,356米ドル、観客動員数2,806,501人で6位に位置している。

### 批評家の反応
レビュー収集サイトのRotten Tomatoesでは、平均評価6.30/10で12本のレビューに基づき、75％の支持率を獲得している。
本作をレビューしたWithin NewsのKim Young-sikは、「強い者より強い絶対的強者の登場」が、「『魔女』の世界観における基本的なキャラクター構築を完成させた」と指摘している。また、ソ・ウンスとチン・グの演技を絶賛し、「主人公を救うことになるソ・ウンスとチン・グの大活躍もこの作品の見どころである。」と言及した。レビューの最後の方では、「この映画は、映画内に拡張された世界観を挿入することで、来るべき第3弾を期待させる、燃料を注いで火の勢いを強めるような作品である」と述べ、「さらに、この映画では、新たな絶対的な存在の出現により、世界観が広がっていく様子を観客に見せている。前作に比べてストーリー構成は簡略化され、登場人物も想定内のレベルだが、絶対的な少女の能力は観客の予想をはるかに超えてくるだろう」と締めくくっている。
Bloody DisgustingのMeagan Navarroは、この映画を5点満点中3.5点と評価し、物語の弱さを批判して、「今回のラウンドでは、シナリオがかなり弱いのかもしれませんが」と前置きしながらも、Park Hoon-jun監督の「強い映像や演出、終盤での新事実の暴露といった技巧部分」を評価した。また、クライマックスについて、「本作『The Other One』は針を進め、第3章への興味をそそり、新たな可能性の扉を開いている」と称賛している。
映画評論家のRoger Mooreは、この映画を5つ星のうち2つ星と評価し、映画の進行が遅くて、それでいて上映時間が長いとし、「パク・フンジョン監督の、2018年公開の『The Witch 魔女』の韓国的キッチンシンクのような何でもありの続編...シンプルで物事がゆっくりと進む魔女狩りの物語で、その雑さが、まさにスピードに乗ることを阻んでいる」と言及した。

## 受賞・ノミネート歴
| 賞                                       | 授賞式日付     | 部門                    | 候補                        | 結果       | Ref(s)        |
| ---------------------------------------- | -------------- | ----------------------- | --------------------------- | ---------- | ------------- |
| 青龍映画賞                               | 2022年11月25日 | Best Supporting Actress | ソ・ウンス                  | ノミネート | [ 40 ]        |
| 青龍映画賞                               | 2022年11月25日 | Best New Actress        | シン・シア                  | ノミネート | [ 40 ]        |
| ブリュッセル国際ファンタスティック映画祭 | 2022年9月10日  | Golden Raven            | 『THE WITCH/魔女 -増殖-』   | ノミネート | [ 30 ]        |
| 春史大賞映画祭                           | 2022年9月30日  | Best New Actress        | シン・シア                  | ノミネート | [ 41 ]        |
| 大鐘賞                                   | 2022年12月9日  | Best New Actress        | シン・シア                  | ノミネート | [ 42 ] [ 43 ] |
| 大鐘賞                                   | 2022年12月9日  | Best Music              | Mowg                        | ノミネート | [ 42 ] [ 43 ] |
| 大鐘賞                                   | 2022年12月9日  | Best Visual Effects     | Jo Young-seok, Jang Min-jae | ノミネート | [ 42 ] [ 43 ] |